# Mateusz Antkiewicz
Mateusz Antkiewicz, né le 2 novembre 1993, est un escrimeur polonais, spécialiste de l'épée.

## Biographie
Il remporte le bronze en individuel lors des Championnats d'Europe d'escrime 2023 à Plovdiv.

## Palmarès
- Championnats d'Europe
  -  Médaille de bronze en individuel en 2023 à Plovdiv
- Championnats de Pologne
  -  Médaillé de bronze en individuel en 2020 et 2022
  -  Médaillé d'argent par équipes en 2020
  -  Médaillé de bronze en individuel en 2017 et 2013
  -  Médaillé de bronze par équipes en 2014, 2020 et 2021